# 克列韋爾湖

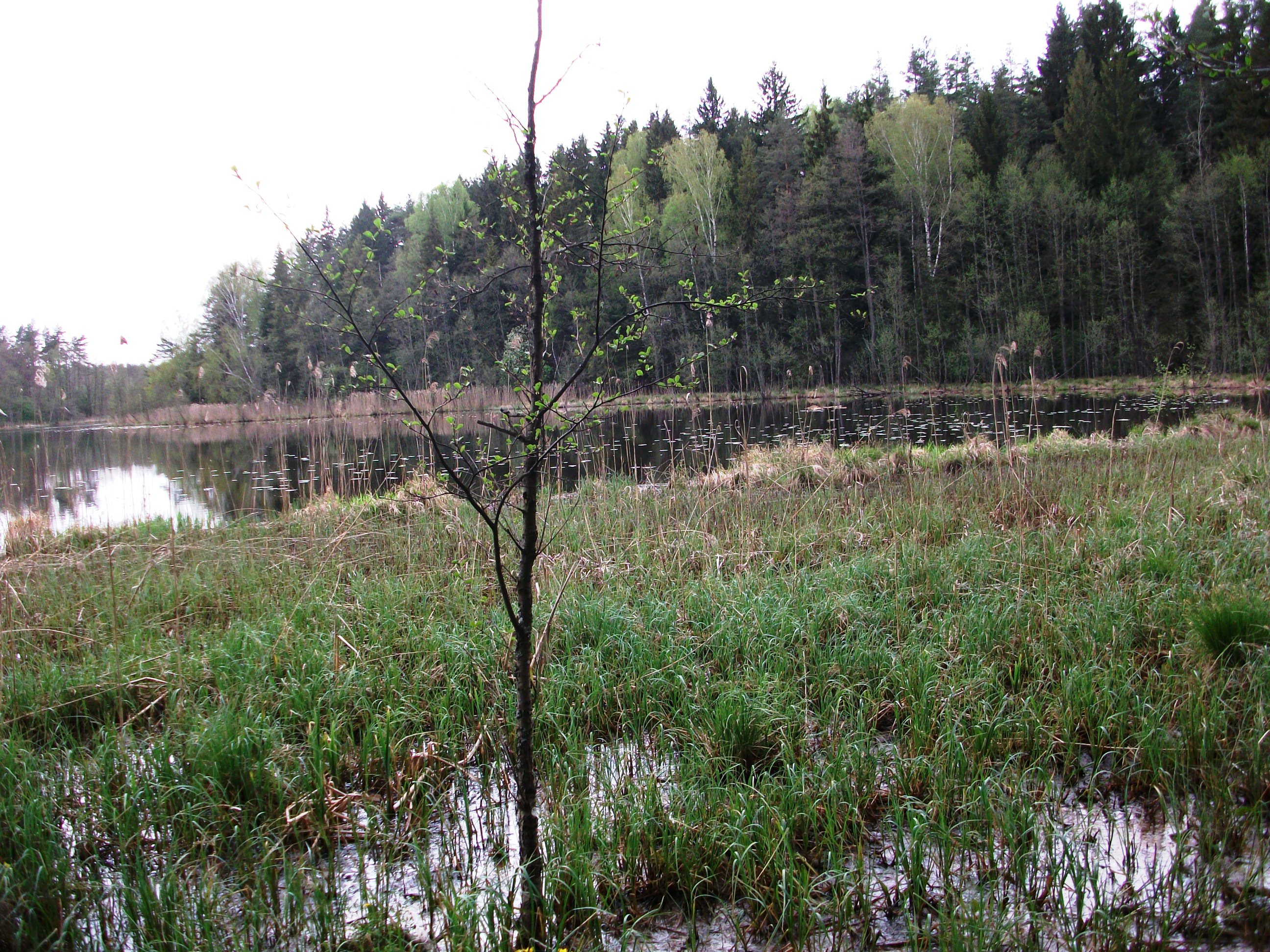
克列韋爾湖

克列韋爾湖（白俄羅斯語：Клевел）是白俄羅斯的湖泊，位於奧斯特羅韋茨東北38公里，由格羅德諾州負責管轄，長0.85公里、寬0.23公里，面積0.12平方公里，集水區面積114平方公里，最大水深2.1米。